# Proscopia superbus
Proscopia superbus är en insektsart som först beskrevs av Brunner von Wattenwyl 1890.  Proscopia superbus ingår i släktet Proscopia och familjen Proscopiidae. Inga underarter finns listade i Catalogue of Life.